# Czerniec (roślina)

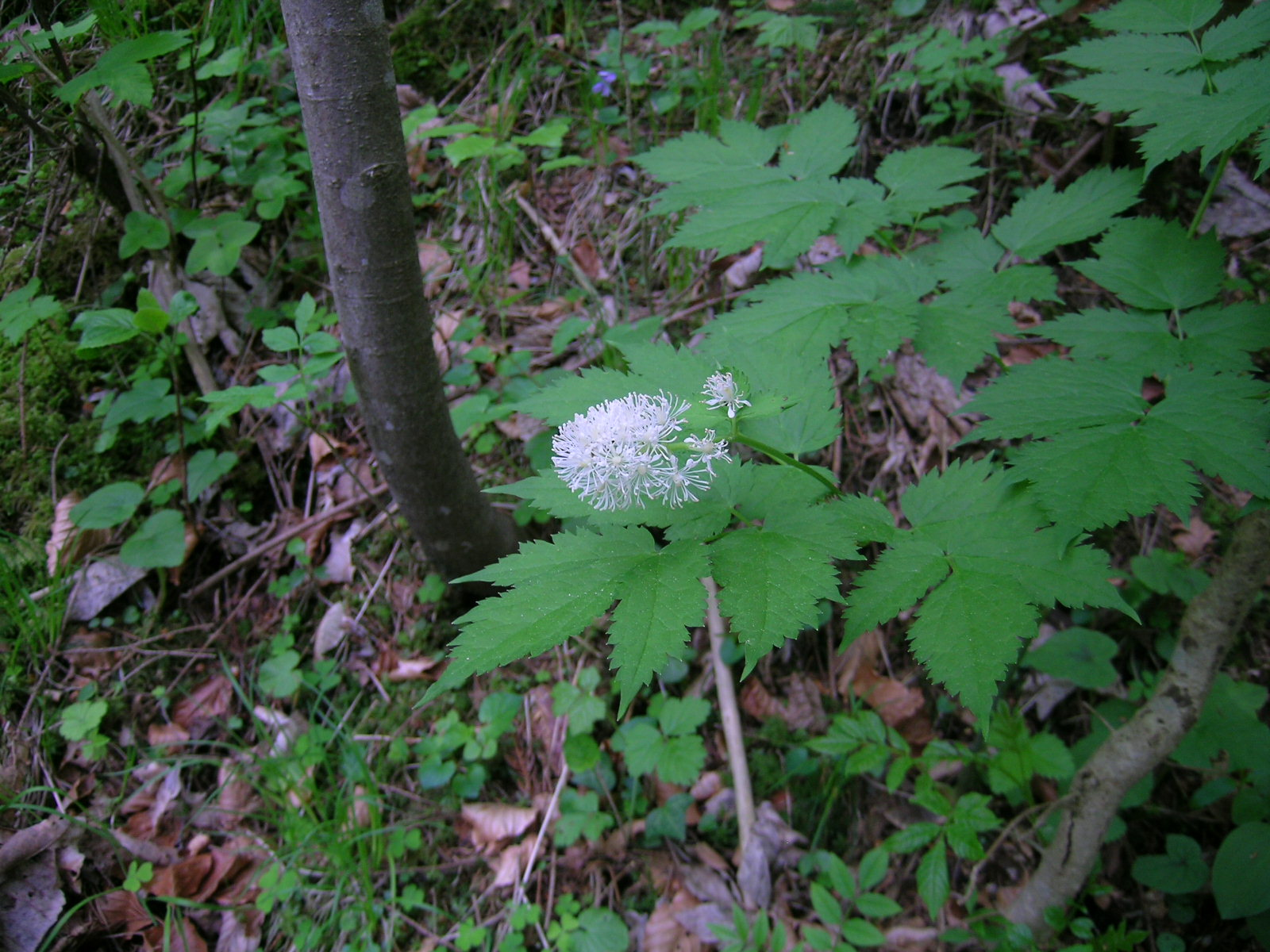
Czerniec gronkowy

Czerniec (Actaea L.) – rodzaj roślin należący do rodziny jaskrowatych. W tradycyjnym ujęciu obejmował 4 gatunki, w tym jeden występujący w Ameryce Północnej, dwa w Eurazji i jeden obejmujący zasięgiem Eurazję i Amerykę Północną. Według nowszych ujęć taksonomicznych do rodzaju Actaea włączone zostały również wszystkie gatunki zaliczane w innych opracowaniach do rodzaju pluskwica (Cimicifuga) i Souliea. Czerniec biały i czerwony są uprawiane w założeniach parkowo-leśnych i ogrodach skalnych.

## Morfologia
PokrójOkazałe byliny z podzielonymi liśćmi i kwiatami skupionymi w groniaste lub wiechowate kwiatostany.
LiścieDuże i podzielone na 3, 9 lub wiele listków (do 200).
KwiatyPromieniste, z krótkotrwałymi działkami kielicha. Barwne prątniczki (mają kolor biały, żółty, pomarańczowy do czerwonego) są homologami płatków korony. Pręciki są liczne. Kwiaty skupiają się w gęste i wydłużone groniaste lub wiechowate kwiatostany.
OwoceW sekcji Actaea mięsiste jagody, w pozostałych sekcjach suche mieszki.

## Systematyka
Synonimy taksonomiczne
Actinospora  Turcz., Pityrosperma  Siebold & Zucc., Cimicifuga Wernisch.
Pozycja według APweb (aktualizowany system APG IV z 2016)
Rodzaj z podrodziny Ranunculoideae Arnott, rodziny jaskrowatych (Ranunculaceae) z rzędu jaskrowców (Ranunculales), należących do kladu dwuliściennych właściwych (eudicots). W obrębie podrodziny należy do plemienia Actaeeae
Pozycja w systemie Reveala (1993-1999)
Gromada okrytonasienne, podgromada Magnoliophytina, klasa Ranunculopsida, podklasa jaskrowe, nadrząd Ranunculanae, rząd jaskrowce, podrząd Ranunculineae, rodzina jaskrowate, plemię Actaeae Spach., rodzaj czerniec (Actaea L.).
Gatunki flory Polski
- czerniec gronkowy (Actaea spicata L.)
- pluskwica europejska, p. cuchnąca (Actaea europaea (Schipcz.) J.Compton, syn. Cimicifuga europaea Schipcz.)

Gatunki uprawiane
- czerniec biały (Actaea alba (L.) Mill.)
- czerniec czerwony (Actaea rubra Willd.)
- czerniec krwistoowockowy (Actaea erythrocarpa Fisch.)
- pluskwica groniasta, świecznica groniasta (Actaea racemosa L., syn. Cimicifuga racemosa (L.) Nutt. )
- pluskwica prosta (Actaea simplex (DC.) Wormsk. ex Prantl, syn. Cimicifuga simplex Wormsk. ex DC.)

Lista gatunków
| - Actaea arizonica (S.Watson) J.Compton - Actaea asiatica H.Hara - Actaea austrokoreana (H.W.Lee & C.W.Park) Cubey - Actaea bifida (Nakai) J.Compton - Actaea biternata (Siebold & Zucc.) Prantl - Actaea brachycarpa (P.K.Hsiao) J.Compton - Actaea cimicifuga L. - Actaea cordifolia DC. - Actaea dahurica (Turcz. ex Fisch. & C.A.Mey.) Franch. - Actaea elata (Nutt.) Prantl - Actaea europaea (Schipcz.) J.Compton – pluskwica europejska - Actaea frigida (Royle) Prantl - Actaea heracleifolia (Kom.) J.Compton - Actaea japonica Thunb. - Actaea kashmiriana (J.Compton & Hedd.) J.Compton | - Actaea laciniata (S.Watson) J.Compton - Actaea mairei (H.Lév.) J.Compton - Actaea matsumurae (Nakai) J.Compton & Hedd. - Actaea pachypoda Elliott – czerniec grubopędowy - Actaea podocarpa DC. - Actaea purpurea (P.K.Hsiao) J.Compton - Actaea racemosa L. – pluskwica groniasta - Actaea rubra (Aiton) Willd. – czerniec czerwony - Actaea simplex (DC.) Wormsk. ex Prantl – pluskwica prosta - Actaea spicata L. – czerniec gronkowy - Actaea taiwanensis J.Compton, Hedd. & T.Y.Yang - Actaea vaginata (Maxim.) J.Compton - Actaea yesoensis (Nakai) J.Compton & Hedd. - Actaea yunnanensis (P.K.Hsiao) J.Compton |

Mieszańce międzygatunkowe
- Actaea × ludovicii B.Boivin